# 村井さだゆき
村井 さだゆき（むらい さだゆき、1964年 - ）は、日本の脚本家。奈良県出身。本名は村井 貞之。1993年『飛べないオトメの授業中』で第6回フジテレビヤングシナリオ大賞大賞受賞。以後、SF、ファンタジー系の作品を中心に広範に活動しており、その中でも映画『楳図かずお恐怖劇場』シリーズやアニメ『デビルマンレディー』など、実写、アニメともにホラー的要素の強い作品を手掛けることが多い。

## 主な作品

### 実写映画
- なぞの転校生（小中和哉監督）
- ブギーポップは笑わない Boogiepop and Others（金田龍監督）
- 楳図かずお恐怖劇場・蟲たちの家（黒沢清監督）
- 楳図かずお恐怖劇場・ねがい（清水厚監督）
- 蟲師（大友克洋監督）
- あばしり一家（石井てるよし監督）
- 死刑台のエレベーター（緒方明監督・脚本協力）

### Vシネマ
- トイレの花子さん・消えた少女の秘密（佐々木正人監督）
- トイレの花子さん・恐怖校舎（佐々木正人監督）

### テレビドラマ
- 飛べないオトメの授業中
- ハートにS
- 帰ってきたOL三人旅シリーズ
- 世にも奇妙なミステリー2（オムニバスの一本「それは経費で落とそう」を担当）
- 木曜の怪談・怪奇倶楽部
- エコエコアザラク
- ねらわれた学園
- ウルトラマンダイナ
- エコエコアザラク〜眼〜
- ウルトラQ dark fantasy
- ウルトラマンネクサス
- ドラマW 都市伝説セピア「アイスマン」

### テレビアニメ
1997年
- 吸血姫美夕（18話）

1998年
- 魔法のステージファンシーララ（4、8、12、16、20、24話）
- バブルガムクライシス TOKYO 2040（9、10、13、14、17、18、21、22話）
- カウボーイビバップ（4、20、21話・21話のみ渡辺信一郎と共同）
- デビルマンレディー（7、9、13、19話）

1999年
- アレクサンダー戦記 （シリーズ構成・全話）
- セラフィムコール（2、7、10話）

2000年
- ブギーポップは笑わない Boogiepop Phantom （シリーズ構成・1、2、5、8、11、12話）

2003年
- キノの旅（シリーズ構成・全話）
- アストロボーイ・鉄腕アトム（8、9、34、35話）
- SPACE PIRATE CAPTAIN HERLOCK（シリーズ構成・全話）
- ギルガメッシュ（9、10、14、15、26話）
- 京極夏彦 巷説百物語（7、9話）
- GAD GUARD（7、11、22話）

2006年
- ゼーガペイン（3、5、10、20、25話）

2008年
- 魍魎の匣（シリーズ構成・1 - 4、6、8、10、12、13話）

2010年
- デュラララ!!（5、12.5、15、20話）

2011年
- 夏目友人帳 参（シリーズ構成・1、2、8、13話）

2012年
- 夏目友人帳 肆（シリーズ構成・5、8話）
- 夏色キセキ（3、5、10話）

2013年
- 宇宙戦艦ヤマト2199（8、9、14、21、25話）
- ファンタジスタドール（6、8話・8話は篠塚智子と共同）

2014年
- シドニアの騎士（シリーズ構成・1、2、3、6、9話）
- 失われた未来を求めて（5、9、12話）
- 牙狼〈GARO〉-炎の刻印-（7、14、23話）
- デュラララ!!×2 承（7、11話）

2015年
- シドニアの騎士 第九惑星戦役（シリーズ構成・1、6、7、12話・12話は村越繁・山田哲弥と共同）
- デュラララ!!×2 転（13、22話）

2016年
- デュラララ!!×2 結（27、31話）
- 夏目友人帳 伍（シリーズ構成）

2017年
- 十二大戦（シリーズ構成、脚本）
- 夏目友人帳 陸（シリーズ構成）

2018年
- BEATLESS（脚本・10話）

2020年
- pet（シリーズ構成、脚本）

2022年
- 錆喰いビスコ（シリーズ構成、脚本）

2023年
- 大雪海のカイナ（脚本）

2024年
- 夏目友人帳 漆（シリーズ構成）

2025年
- 想星のアクエリオン Myth of Emotions（シリーズ構成、脚本）

### 劇場アニメ
- ウルトラニャン 星空から舞い降りたふしぎネコ（ときたひろこ監督）
- パーフェクトブルー（今敏監督）
- アレクサンダー戦記劇場版（兼森義則・りんたろう監督）
- 千年女優（今敏監督）
- スチームボーイ（大友克洋監督）
- 新SOS大東京探検隊（高木真司監督）
- BLAME!（瀬下寛之監督）
- GODZILLA（静野孔文・瀬下寛之監督）シリーズ構成、脚本（第2章のみ）
- 劇場版 夏目友人帳 〜うつせみに結ぶ〜（大森貴弘総監督・伊藤秀樹監督）
- 夏目友人帳 石起こしと怪しき来訪者（大森貴弘総監督・伊藤秀樹監督）

### OVA
- エイリアン9（シリーズ構成・全4話中1、3話）

### Webアニメ
- 餓狼伝: The Way of the Lone Wolf（2024年、シリーズ構成）

### 著作
- 河童が人を殺した（第39回江戸川乱歩賞最終候補作・未刊行）
- ブギーポップは笑わない Boogiepop Phantom<1><2>（シナリオ集・共著、野尻靖之、水上清資）
- スチームボーイ（同名映画のノヴェライズ）